# Oldenzaal
Oldenzaal là một đô thị ở tỉnh Overijssel phía đông Hà Lan. 

## Người nổi tiếng người từ Oldenzaal
- Ellen van Langen
- Fred Ankoné, vận động viên
- Jan Vennegoor của Hesselink, cầu thủ bóng đá
- Telkamp Mieke, ca sĩ
- Patrick Gerritsen, cầu thủ bóng đá
- Raimond van der Gouw, cầu thủ bóng đá
- Rudie Kemna, người đi xe đạp
- Rudy Gunn (Ruud Fiselier), ca sĩ, diễn viên
- Nathan Timmermans, cầu thủ bóng chày
- Wilfred Brookhuis, cầu thủ bóng đá
- Tim Breuer, cầu thủ bóng đá
- Henri Max Corwin (Cohen), người sáng lập của một bảo tàng tuyên truyền WW2
- Piet van Hees, cầu thủ bóng chày
- tháng một Bouwe Hak, cầu thủ cricket